# Eric Wrixon
Eric Wrixon (Belfast, 29 juni 1947 – Pontremoli 13 juli 2015) was een rockmuzikant uit Noord-Ierland. 
Wrixon speelde rond 1960 samen met gitarist Billy Harrison, bassist Alan Henderson en drummer Ronnie Millings in een bandje in Belfast, dat zich the Gamblers noemde. Nadat zanger Van Morrison zich bij de groep aan had gesloten en het kwintet zijn geluk ging proberen in Londen, werd de groepsnaam veranderd in Them. Wrixon verliet de band echter voor de eerste plaatopname. In latere Thembezettingen speelde hij soms mee tijdens concerten.
In 1969 was hij een van de oprichters van de Ierse hardrockformatie Thin Lizzy, maar hij vertrok al spoedig. In de jaren tachtig en negentig was hij betrokken bij reïncarnaties van Them, samen met onder meer Harrison en oud-Themgitarist Jim Armstrong. Hoewel hij in Italië woonde toerde hij nog altijd regelmatig met Them - Belfast Blues Band.
Hij overleed in 2015 op 68-jarige leeftijd in Italië.